# Massignieu-de-Rives
Massignieu-de-Rives és un municipi francès situat al departament de l'Ain i a la regió d'Alvèrnia-Roine-Alps. L'any 2007 tenia 567 habitants.

## Demografia

### Població
El 2007 la població de fet de Massignieu-de-Rives era de 567 persones. Hi havia 228 famílies de les quals 48 eren unipersonals (16 homes vivint sols i 32 dones vivint soles), 80 parelles sense fills, 72 parelles amb fills i 28 famílies monoparentals amb fills.
La població ha evolucionat segons el següent gràfic:
Habitants censats

### Habitatges
El 2007 hi havia 320 habitatges, 230 eren l'habitatge principal de la família, 65 eren segones residències i 25 estaven desocupats. 278 eren cases i 9 eren apartaments. Dels 230 habitatges principals, 184 estaven ocupats pels seus propietaris, 34 estaven llogats i ocupats pels llogaters i 12 estaven cedits a títol gratuït; 7 tenien dues cambres, 18 en tenien tres, 52 en tenien quatre i 153 en tenien cinc o més. 198 habitatges disposaven pel capbaix d'una plaça de pàrquing. A 67 habitatges hi havia un automòbil i a 141 n'hi havia dos o més.

### Piràmide de població
La piràmide de població per edats i sexe el 2009 era:
| Homes | Edats   | Dones |
| ----- | ------- | ----- |
| 0     | 95 o +  | 0     |
| 0     | 90 a 94 | 4     |
| 0     | 85 a 89 | 0     |
| 0     | 80 a 84 | 0     |
| 8     | 75 a 79 | 8     |
| 12    | 70 a 74 | 8     |
| 16    | 65 a 69 | 24    |
| 8     | 60 a 64 | 16    |
| 8     | 55 a 59 | 8     |
| 36    | 50 a 54 | 24    |
| 16    | 45 a 49 | 16    |
| 8     | 40 a 44 | 28    |
| 16    | 35 a 39 | 16    |
| 12    | 30 a 34 | 20    |
| 24    | 25 a 29 | 16    |
| 4     | 20 a 24 | 16    |
| 32    | 15 a 19 | 16    |
| 16    | 10 a 14 | 16    |
| 16    | 5 a 9   | 20    |
| 12    | 0 a 4   | 16    |

## Economia
El 2007 la població en edat de treballar era de 378 persones, 282 eren actives i 96 eren inactives. De les 282 persones actives 263 estaven ocupades (140 homes i 123 dones) i 19 estaven aturades (8 homes i 11 dones). De les 96 persones inactives 47 estaven jubilades, 30 estaven estudiant i 19 estaven classificades com a «altres inactius».

### Ingressos
El 2009 a Massignieu-de-Rives hi havia 232 unitats fiscals que integraven 602 persones, la mediana anual d'ingressos fiscals per persona era de 20.346 €.

### Activitats econòmiques
Dels 26 establiments que hi havia el 2007, 1 era d'una empresa extractiva, 1 d'una empresa de fabricació d'altres productes industrials, 5 d'empreses de construcció, 5 d'empreses de comerç i reparació d'automòbils, 2 d'empreses de transport, 4 d'empreses d'hostatgeria i restauració, 1 d'una empresa financera, 1 d'una empresa immobiliària, 4 d'empreses de serveis i 2 d'empreses classificades com a «altres activitats de serveis».
Dels 8 establiments de servei als particulars que hi havia el 2009, 1 era un guixaire pintor, 3 lampisteries, 1 electricista, 2 restaurants i 1 tintoreria.
L'únic establiment comercial que hi havia el 2009 era una adrogueria.
L'any 2000 a Massignieu-de-Rives hi havia 8 explotacions agrícoles que ocupaven un total de 255 hectàrees.

## Equipaments sanitaris i escolars
El 2009 hi havia una escola elemental.

## Poblacions més properes
El següent diagrama mostra les poblacions més properes.